# حرب المحيط الهادئ
حرب المحيط الهادئ، وتسمَّى أيضاً في بعض الأحيان حرب منطقة آسيا والمحيط الهادئ. وتشير إلى الحرب التي دارت على نطاق واسع في أجزاء من المحيط الهادئ وجزره والشرق الأقصى من آسيا، كجزء من الحرب العالمية الثانية. بدأ مصطلح حرب المحيط الهادئ يستخدم لتشمل مسرح العمليات التي جرت بين القوات اليابانية والجيش السوفييتي الشرقي في عام 1945م المرابط في تلك المنطقة والتي شملت المحيط الهادئ، و جنوب غرب المحيط الهادئ، وجنوب شرق آسيا والأراضي الصينية، وبدأت حرب المحيط الهادئ يوم 7 ديسمبر 1941م مع غزو ملايا البريطانية والهجوم على بيرل هاربور في الولايات المتحدة من قِبل قوات الامبراطورية اليابانية. يعتبر بعض الكتّاب والمؤرخين العسكريين أن الصراع في آسيا والمحيط الهادئ يمكن ان يكون قد بدأ 7 يوليو 1937 بين الصين واليابان، أو ربما بدأ في 19 سبتمبر 1931م، عندما غزت اليابان منشوريا. ومع ذلك، فمن الأكثر قبولًا لدى الخبراء أنَّ حرب المحيط الهادئ نفسها بدأت في ديسمبر 1941م، والتي شهدت تحالف ضد الامبراطورية اليابانية، والتي أيدتها بعض القوى في آسيا مثل تايلاند ودول المحور ألمانيا وإيطاليا.ولكن الحرب بلغت ذروتها في تفجير القنبلتين الذريتين في هيروشيما وناغازاكي من قبل الولايات المتحدة والغزو السوفياتي لمنشوريا، مما أدى إلى الانتصار على اليابان ونهاية الحرب العالمية الثانية في 15 أغسطس 1945 . واستسلمت اليابان رسميًا بتوقيع الاستسلام على متن البارجة الأمريكية يو اس اس ميسوري يوم 2 سبتمبر عام 1945م .

## ملخص

### أسماء أُطلقت على الحرب
في دول الحلفاء خلال الحرب، لم تختلف «حرب المحيط الهادئ» عن الحرب العالمية الثانية بشكل عام أو كانت تُعرف ببساطة باسم الحرب ضد اليابان. في الولايات المتحدة، كان مصطلح المسرح الآسيوي والهادئ يُستخدم على نطاق واسع على الرغم من اعتباره خطأ فيما يتعلق بحملة بورما والحرب في الصين وغيرها من الأنشطة داخل مسرح عمليات جنوب شرق آسيا في الحرب العالمية الثانية. ومع ذلك، اعتبرت القوات المسلحة الأمريكية المسرح بين الصين وبورما والهند متميزًا عن المسرح الآسيوي الهادئ خلال الصراع.
استخدمت اليابان اسم حرب شرق آسيا الكبرى كما تم اعتماده بقرار من مجلس الوزراء في 10 ديسمبر من عام 1941 للإشارة إلى كل من الحرب مع الحلفاء الغربيين والحرب المستمرة في الصين. وقد أُعلن هذا الاسم للجمهور في 12 ديسمبر، مع تفسير مفاده أنه اشتمل على حصول الدول الآسيوية على استقلالها عن القوى الغربية من خلال القوات المسلحة التابعة لمنطقة شرقي آسيا الكبرى للرفاهية المتبادلة. أدرج المسؤولون اليابانيون ما أسموه بالحادث الياباني الصيني في حرب شرق آسيا الكبرى.
أثناء احتلال اليابان (1945-52)، كانت هذه المصطلحات اليابانية محظورة في الوثائق الرسمية على الرغم من استمرار استخدامها غير الرسمي، وأصبحت الحرب تُعرف رسميًا باسم حرب المحيط الهادئ. في اليابان، يُستخدم أيضًا اسم "حرب السنوات الخمس عشرة" في إشارة إلى الفترة من حادثة موكدن في عام 1931 حتى عام 1945.

### المشاركون

#### دول المحور
دول المحور التي ساعدت اليابان وشملت الحكومة المحلية في تايلاند، والتي سرعان ما استغلت تحالفها مع اليابان في عام 1941، حيث كانت القوات اليابانية قد سيطرت على تايلاند، وأرسلت قوات لغزو واحتلال شمال شرق بورما، وطرد القوات البريطانية من المنطقة. جندت اليابان العديد من الجنود من المستعمرات في كوريا وفورموزا (والتي عرفت فيما بعد باسم تايوان). إلى حدٍ قليل، اعتمدت على قوات فيشي الفرنسية، وعلى الجيش الوطني الهندي، والجيش الوطني البورمي. وعلى القليل من البحرية الإيطالية والألمانية من المشاركين من الطرف الأخر، الحلفاء وهم الولايات المتحدة والصين والمملكة المتحدة (بما في ذلك قوات من الهند البريطانية)، وأستراليا، وكومنولث الفلبين، وهولندا (التي كانت تسيطر في ذلك الوقت على جزر الهند الشرقية الهولندية)، ونيوزيلندا، وكندا، وجميعهم كانوا أعضاء في مجلس حرب المحيط الهادئ. بالإضافة إلى المكسيك، وقوات فرنسا الحرة والعديد من البلدان الأخرى، بما في ذلك قوات من المستعمرات البريطانية الأخرى، وكذلك أمريكا اللاتينية. و الاتحاد السوفياتي الذي خاض مناوشات على الحدود مع اليابان في 1938 و1939، ثم وقف على الحياد حتى آب / أغسطس 1945، عندما انضمت قواته إلى الحلفاء وغزت أراضي منشوريا, ومناطق من جمهورية الصين ،و منغوليا الداخلية، وكوريا وجزيرة سخالين وبعض الجزر اليابانية الشمالية (جزر كوريل).

#### قوى المحور والدول المنحازة
ضمت دول المحور التي ساعدت اليابان حكومة تايلاند الاستبدادية، التي شكلت تحالفًا حذرًا مع اليابانيين في عام 1941 عندما أصدرت القوات اليابانية إنذارًا للحكومة في أعقاب الغزو الياباني لتايلاند. أصبح زعيم تايلاند، بلايك بيبولسونجكرام، متحمسًا إلى حد كبير لفكرة التحالف بعد الانتصارات اليابانية الحاسمة في حملة ملايو، وفي عام 1942 أرسل جيش فياب للمساعدة في غزو بورما إذ أعيد احتلال الأراضي التايلاندية السابقة التي كانت قد ضمتها بريطانيا (أعيد إدماج مناطق ماليزيا المحتلة في تايلاند في عام 1943 أيضًا).
أيّد الحلفاء إنشاء حركة مقاومة معادية لليابان، تُعرف باسم الحركة التايلندية الحرة، بعد أن رفض السفير التايلندي لدى الولايات المتحدة تسليم إعلان الحرب. وبسبب هذا، وبعد الاستسلام عام 1945، كان موقف الولايات المتحدة يتلخص في أن تايلاند ينبغي أن تُعامل كدولة دمية لليابان وأن تعتبر أمة محتلة وليس حليفًا لها. وقد تم ذلك على النقيض من الموقف البريطاني تجاه تايلاند، حيث قاتلت القوات البريطانية تايلاند أثناء غزوهم للأراضي البريطانية لذا اضطرت الولايات المتحدة إلى عرقلة الجهود البريطانية لفرض سلام عقابي.
شارك أعضاء في منطقة شرقي آسيا الكبرى للرفاهية المتبادلة، التي ضمّت جيش مانشوكو الإمبراطوري والجيش الصيني التعاوني التابع لولايات مانشوكو الدمية اليابانية (التي تتألف من أغلب منشوريا) ونظام وانغ جين وي التعاوني (الذي كان يسيطر على المناطق الساحلية في الصين) على التوالي. في حملة بورما، كان أعضاء آخرون، مثل الجيش الوطني الهندي المناهض لبريطانيا والتابع لعارضي حكومة آزاد هند والجيش الوطني لبورما في ولاية بورما، نشطين ومستعدين للقتال إلى جانب حلفائهم اليابانيين.
وعلاوة على ذلك، جندت اليابان العديد من الجنود من مستعمراتها في كوريا وتايوان. شكّلت أيضًا وحدات أمنية تعاونية في هونغ كونغ (إصلاح الشرطة الاستعمارية السابقة) وسنغافورة والفلبين (وهي أيضًا عضو في منطقة شرقي آسيا الكبرى للرفاهية المتبادلة) وجزر الهند الشرقية الهولندية (المدافعون عن الوطن «بيتا») ومالايا البريطانية وبورنيو البريطانية والهند الصينية الفرنسية السابقة (بعد الانقلاب الياباني في الهند الصينية الفرنسية عام 1945) (إذ سمحت فرنسا الفيشية سابقًا لليابانيين باستخدام قواعد في الهند الصينية الفرنسية ابتداء من عام 1941، في أعقاب الغزو الياباني) فضلًا عن ميليشيات تيمور البرتغالية. ساعدت هذه الوحدات المجهود الحربي الياباني داخل أراضيها.
كانت مشاركة كل من ألمانيا وإيطاليا محدودة في حرب المحيط الهادئ. قامت القوات البحرية الألمانية والإيطالية بتشغيل غواصات وسفن مداهمة في المحيطين الهندي والهادئ والجدير بالذكر منها مجموعة منسون الألمانية. تمتع الإيطاليون بإمكانية الوصول إلى القواعد البحرية في أراضي الامتياز في الصين والتي استخدموها (والتي تنازلت عنها فيما بعد لنظام وانغ جين وي من قِبَل الجمهورية الإيطالية الاشتراكية في أواخر عام 1943). بعد هجوم اليابان على بيرل هاربر وما تلاه من إعلانات الحرب، كان لكل من الطائرات البحرية الوصول إلى المرافق البحرية اليابانية.

### مسارح الحرب
بين عامي 1942 و1945، كانت هناك أربع مناطق رئيسية للصراع في حرب المحيط الهادئ: الصين ووسط المحيط الهادئ وجنوب شرق آسيا وجنوب غرب المحيط الهادئ. تشير مصادر أمريكية إلى اثنين من المسارح في حرب المحيط الهادئ هما مسرح عمليات المحيط الهادئ ومسرح عمليات الصين وبورما والهند. لكن هذه لم تكن أوامر تنفيذية.
في المحيط الهادئ، قسّم الحلفاء السيطرة لقواتهم بين قيادتين عليا، والمعروفة باسم مناطق المحيط الهادئ ومنطقة جنوب غرب المحيط الهادئ. في عام 1945، لفترة وجيزة قبل استسلام اليابان، اشتبك الاتحاد السوفييتي والجمهورية الشعبية المنغولية بالقوات اليابانية في منشوريا وشمال شرق الصين.

لم تدمج البحرية الإمبراطورية اليابانية وحداتها في أوامر المسرح الدائمة. وقد أنشأ الجيش الياباني الإمبراطوري، الذي كان قد أسّس بالفعل جيش كوانتونغ للإشراف على احتلاله لمانشوكو والجيش الصيني الاستكشافي خلال الحرب الصينية اليابانية الثانية، مجموعة الجيش الاستكشافي الجنوبي في بداية غزوه جنوب شرق آسيا. سيطر هذا المقر على الجزء الأكبر من تشكيلات الجيش الياباني التي عارضت الحلفاء الغربيين في المحيط الهادئ وجنوب شرق آسيا.

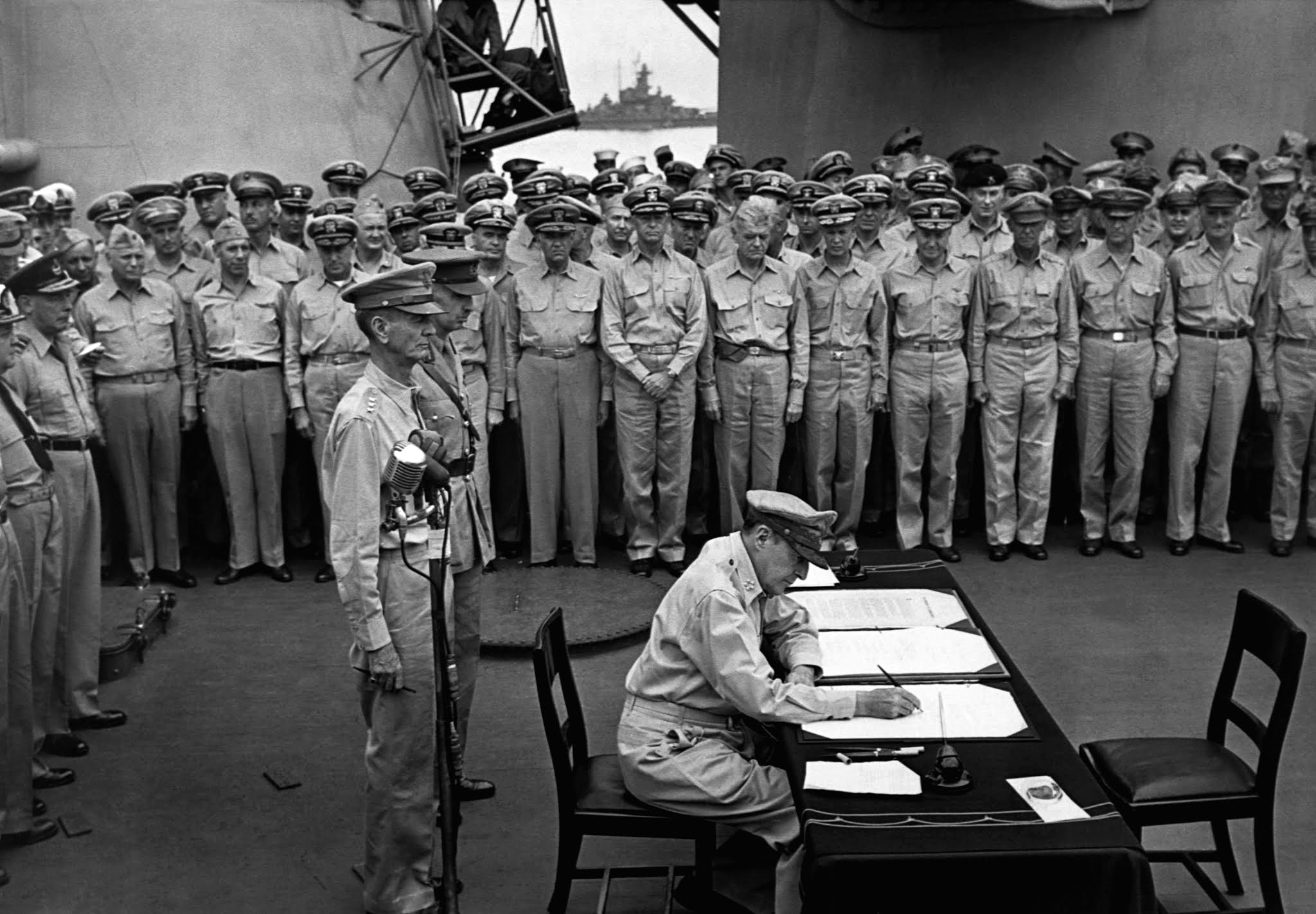
دوغلاس ماك آرثر يوقع على الاستسلام الرسمي للقوات اليابانية في ولاية ميسوري الأميركية، 2 سبتمبر 1945

## جبهات القتال في الهادئ وأسماء القوات المشاركة
الحرب الفرنسية التايلاندية
- اوكتوبر 1940 – 9 مايو (ايار) 1941

 حرب الحدود السوفياتية اليابانية
- 1938-07-29 – 1938-08-11 معركة بحيرة خشان
- 1939-05-11 – 1939-09-16 معركة خالخين غول

### الغزو الياباني في جنوب شرق آسيا والمحيط الهادئ والأحداث التي دارت
- 1941-12-07 (12-08 التاريخ الأسيوي) الهجوم على بيرل هاربر
- 1941-12-08 الغزو الياباني لتايلاند
- 1941-12-08 معركة غوام (1941)
- 1941-12-07 اليابان تعلن الحرب على الولايات المتحدة والمملكة المتحدة ؛ 1941/12/08 والولايات المتحدة والمملكة المتحدة تعلن الحرب على اليابان.
- 1941-12-08 – 1941-12-25 معركة هونغ كونغ
- 1941-12-08 – 1942-01-31 معركة مالاوي
- 1941-12-11 – 1941-12-24 معركة جزيرة ووك
- 1941-12-16 – 1942-04-01 حملة بروناي (1942)
- 1941-12-22 – 1942-05-06 معركة الفلبين
- 1942-01-01 – 1945-10-25 نقل الأسرى عبر سفينة هيل شيب(سميت سفينة الجحيم)
- 1942-01-11 – 1942-01-12 معركة تاركان
- 1942-01-23 معركة رابول
- 1942-01-24 معركة بحرية باليكبابان
- 1942-01-25 تايلاند تعلن الحرب على الحلفاء
- 1942-01-30 – 1942-02-03 معركة أمبون
- 1942-01-30 – 1942-02-15 معركة سنغافورة
- 1942-02-04 معركة مضيق ماكاسار
- 1942-02-14 – 1942-02-15 معركة باليمبانج
- 1942-02-19 الغارات الجوية على داروين,أستراليا
- 1942-02-19 – 1942-02-20 معركة مضيق بادونج
- 1942-02-19 – 1943-02-10 معركة تيمور (1942-43)
- 1942-02-27 – 1942-03-01 معركة بحر جافا
- 1942-03-01 معركة مضيق سوندا
- 1942-03-01 – 1942-03-09 معركة جافا1942
- 1942-03-31 معركة جزر الميلاد
- 1942-03-31 – 1942-04-10 غارة المحيط الهندي
- 1942-04-09 بداية موت باتان
- 1942-04-18 غارة دوليتيل
- 1942-05-03 الغزو الياباني لتولجي
- 1942-05-04 – 1942-05-08 معركة بحر الكورال
- 1942-05-31 – 1942-06-08 قتال في ميناء سيدني, أستراليا
- 1942-06-04 – 1942-06-06 معركة ميدواي

### هجمات قوات الحلفاء
| نظر أطلس جبهات القتال من يوليو 1943 إلى آب / أغسطس 1945 في في فترات نصف الشهر | نظر أطلس جبهات القتال من يوليو 1943 إلى آب / أغسطس 1945 في في فترات نصف الشهر | نظر أطلس جبهات القتال من يوليو 1943 إلى آب / أغسطس 1945 في في فترات نصف الشهر |
| ----------------------------------------------------------------------------- | ----------------------------------------------------------------------------- | ----------------------------------------------------------------------------- |
| 1943-07-01                                                                    | 1943-12-01                                                                    | 1944-05-01                                                                    |
| 1944-11-01                                                                    | 1945-03-01                                                                    | 1945-08-01                                                                    |

حملة جنوب شرقي أسيا: 1941-12-08 – 1945-08-15
- حملة بورما: 1941-12-16 – 1945-08-ب15
- 1945-05-15 – 1945-05-16 معركة مضيق ملقا

حملة غينيا الجديدة
- 1942-01-23 – معركة رابول
- 1942-03-07 – (الغزو الياباني لمينلاند فيغينيا الجديدة)
- 1942-05-04 – 1942-05-08 معركة بحر كورال
- 1942-07-01 – 1943-01-31 حملة مسار كوكودا
- 1942-08-25 – 1942-09-05 معركة ميلاند بي
- 1942-11-19 – 1942-01-23 معركة بونا غونا
- 1943-01-28 – 1943-01-30 معركة واو
- 1943-03-02 – 1943-03-04 معركة بحر بيسمارك
- 1943-06-29 – 1943-09-16 معركة ليه
- 1943-06-30 – 1944-03-25 عمليات حربية
- 1944-02-29 – 1944-03-25 حملة جزيرة الادميرال
- 1944-04-22 – 1945-أ15 حملة غرب غينيا الجديدة

حملة اليابان
- 1945-07-22 معركة طوكيو
- 1945-08-06 – 1945-08-09 الهجوم النووي على هيروشيما وناجازاكي

سيطرة السوفيات على منشوريا
- 1945-08-08 – 1945-09-02 الغزو السوفيتي لمنشوريا